# Luke Bolton
Luke Bolton, né le 7 octobre 1999 à Stockport en Angleterre, est un footballeur anglais qui joue au poste de latéral droit à Mansfield Town.

## Biographie

### Débuts professionnels
Né à Stockport en Angleterre, Luke Bolton est formé par Manchester City. 
Le 24 janvier 2019 Luke Bolton est prêté jusqu'à la fin de la saison au Wycombe Wanderers, club évoluant alors en League One.

### Luton Town
Le 8 août 2019 Luke Bolton est cette fois prêté pour une saison à Luton Town en Championship. Il joue son premier match sous ses nouvelles couleurs le 13 août 2019, lors d'une rencontre de coupe de la Ligue anglaise face à Ipswish Town, contre qui son équipe s'impose par trois buts à un. Bolton fait sa première apparition en Championship le 20 août suivant face à Sheffield Wednesday. Il entre en jeu à la place de Martin Cranie lors de cette rencontre qui se solde par la défaite des siens (1-0).

### Dundee United
Le 28 juillet 2020 Luke Bolton est cette fois prêté à Dundee United, club venant d'être promu en Scottish Premiership.

### Salford City
Le 31 janvier 2022, Luke Bolton quitte définitivement Manchester City afin de s'engager en faveur de Salford City. Il signe un contrat de deux ans et demi, soit jusqu'en juin 2024.

### En sélection
De 2017 à 2019, Luke Bolton représente l'équipe d'Angleterre des moins de 20 ans. Sélection avec laquelle il joue un total de sept matchs.

### Style de jeu
Formé comme ailier droit, Luke Bolton a été repositionné arrière droit, il peut jouer sur tout le flanc droit

## Palmarès
- Vice-champion de la Football League Two (4e division) en 2024 avec Wrexham